# ایزاج
ایزاج مربوط به دوره ساسانیان - دوران‌های تاریخی پس از اسلام است و در ایذه، مرکز شهر واقع شده و این اثر در تاریخ ۲۴ شهریور ۱۳۱۰ با شمارهٔ ثبت ۴۹ به‌عنوان یکی از آثار ملی ایران به ثبت رسیده است.